# هانس وينر
هانس وينر (بالألمانية: Hans Weiner)‏ هو لاعب كرة قدم ألماني في مركز الدفاع، ولد في 29 نوفمبر 1950 في نيونكرجن ‏ في ألمانيا. شارك مع منتخب ألمانيا ب لكرة القدم ‏. أما مع النوادي، فقد لعب مع بايرن ميونخ وتنس بوروسيا برلين وشيكاغو ستينغ ونادي هرتا برلين.

## وصلات خارجية
- هانس وينر على موقع قاعدة بيانات كرة القدم.إي يو (الإنجليزية)
- هانس وينر على موقع بيانات كرة القدم. دي إي (الألمانية)
- هانس وينر على موقع عالم كرة القدم.نت (الإنجليزية)